# María Isabel Salinas y Carlos Alberto Bosso
María Isabel Salinas y Carlos Alberto Bosso,  militantes de Montoneros,  secuestrados desaparecidos el 17 de septiembre de 1977 en Rosario, por parte de la última dictadura cívico militar de Argentina, sus restos mortales aparecieron en una fosa común clandestina en el Campo Militar San Pedro

## Biografías

### María Isabel Salinas
Mary (18 de diciembre de 1954, Barrio Santa Lucía de Santa Fe,  secuestrada desaparecida 17 de septiembre de 1977, Rosario).  provenía de una familia de clase trabajadora. Su padre, Anselmo Salinas, fue el primer maquinista en la Marina Mercante hasta 1955 cuando fue derrocado por un golpe militar Perón.  Mary Salinas participó de las luchas estudiantiles de la Escuela Normal y luego empezó a estudiar Bioquímica en la misma Facultad donde comenzó a militar y conoció a su esposo, Carlos Alberto Bosso. Cuando se casaron fueron a vivir al Barrio San Lorenzo, donde militaban en el peronismo juvenil y desarrollaban tareas de promoción social procurando el mejoramiento de las condiciones de vida del famoso “Rancho Peronista” donde se entregaron las mercaderías por el secuestro de los hermanos Born. Ambos eran militantes de Montoneros y se mudaron a Rosario. Su hija Mariana nació el 10 de junio de 1976. Fue secuestrada desaparecida junto con su marido e hija. Sus restos mortales aparecieron en febrero de 2010, en una fosa común clandestina en Campo Militar San Pedro.

### Carlos Alberto Bosso
Carlitos (7 de febrero de 1950, El Trébol, Santa Fe, secuestrado desaparecido 17 de septiembre de 1977, Rosario),  pertenecía a una conocida familia de El Trébol. Su abuelo, Orazio Bosso, inmigrante italiano, fue el que instaló el primer cine en la localidad en la primera década del siglo XX. Su padre benedeto Carlos Bosso "Tito", era el único varón junto a siete hermanas, se casó con Elena Rosa Rovito y tuvieron dos hijos: Julio Horacio (nacido en 1944) y Carlitos. Carlitos cursó la escuela primaria en la escuela Laprida y la secundaria en la Escuela de Comercio José Ingenieros. En 1968 comenzó a estudiar Ingeniería Química en Santa Fe. A poco tiempo de llegar comenzó su militancia política e ingresó a trabajar en el Laboratorio Tecnológico de la Facultad. Su militancia estaba fuera del ámbito de la Facultad, en los barrios del Oeste de la ciudad. Con otros compañeros centró su organización en el Barrio San Lorenzo, donde se erigió el “Rancho Peronista” construido con el aporte de los vecinos. En el “rancho” se realizaban todo tipo de actividades comunitarias y de promoción social. Por ejemplo se daban clases de apoyo escolar a niños y adolescentes. En el trabajo barrial, Carlos conoció a Mary (María Isabel) Salinas con quien se fue a vivir a Rosario donde fue secuestrado desaparecido con su esposa. Le faltaba sólo una materia para terminar la carrera cuando debió dejar la ciudad de Santa Fe, perseguido por la Triple A.

#### Mariana Bosso
La pequeña hija del matrimonio, Mariana Bosso, de un año de edad, fue entregada en la ciudad de Santa Fe en agosto de 1977, junto con algunas ropitas y una carta de sus padres, lo que permite suponer que la fecha del secuestro pudo haber sido unas semanas antes.  La niña fue entregada en la casa del hermano de Bosso, en Santa Fe, por dos hombres de unos 35 años, según denunció Liliana Salinas ante la Conadep, en 1984. En agosto de 1977 recordó , que unos familiares suyos fueron visitados por dos hombres que le hicieron entrega de la pequeña Mariana Bosso, de un año de edad y de una carta firmada por su hermana María Isabel Salinas, donde le manifestaba que 'cuidaran a la nena, que ellos estaban bien y que pronto iban a tener noticias", relató Liliana. Posteriormente, por la misma fecha, una persona mayor de 50 años, canoso, entregó una (segunda) carta de similares características de la anterior.

## Secuestro desaparición
Según la denuncia de la Conadep, la fecha de la desaparición de los esposos Salinas Bosso, junto a su hija Mariana de 1 año de edad, es el 17 de septiembre de 1977 (el mismo día que María Esther Ravelo y su esposo Emilio Etelvino Vega), pero probablemente cayeron algunas semanas antes. Existen indicios que fueron conducidos en primera instancia al centro clandestino de detención La Calamita, en Granadero Baigorria, junto a otros secuestrados, donde permanecieron unos días antes de ser conducidos a "La Intermedia", una casa de fin de semana perteneciente al represor Juan Daniel Amelong, sobre el río Carcarañá, a metros de la autopista Rosario-Santa Fe, en el paraje La Ribera, desde, como su nombre lo indica, los prisioneros eran trasladados a su destino final.

## Asesinatos
Urgidos por la proximidad del campeonato mundial de fútbol de 1978, la dictadura promovió la rápida eliminación de sus prisioneros. La línea de investigación la aportó el exagente de inteligencia del Ejército, Eduardo Constanzo, quien informó a la justicia y al periodista José Maggi sobre el traslado de 27 prisioneros en el centro clandestino de detención La Calamita que fueron asesinados en un campo de Monje y luego sepultados en fosas clandestinas en un campo cercano a Laguna Paiva. Una de las víctimas era "la cieguita", como Constanzo llamó a María Esther Ravelo, la primera identificada en San Pedro. Según Constanzo, los habrían ejecutado mediante la aplicación de una inyección letal, procedimiento que los represores completaban con lo que llamaban "la corbatita": una goma ajustada alrededor del cuello para provocar la asfixia. A pesar de este procedimiento, algunas víctimas debieron ser rematadas con disparos de armas de fuego, reconocibles en los restos óseos recuperados en el campo clandestino. Sus cuerpos fueron ocultados y negados a sus deudos durante más de treinta años hasta su hallazgo en una fosa clandestina localizada en el campo San Pedro del Ejército Argentino, la primera fosa hallada en un predio militar.
En abril de 2011, tuvo lugar en el Cementerio Municipal de Santa Fe el acto de inhumación de los restos recuperados de Carlos Alberto Bosso y su esposa María Isabel Salinas.

## Identificación de los cuerpos
El hallazgo de los cuerpos fue posible luego de que en 2009, y a raíz de las denuncias de organismos de derechos humanos, el Equipo Argentino de Antropología Forense (EAAF) halló en el Campo Militar San Pedro, los restos de cinco hombres y tres mujeres con evidencias de haber sido asesinados,  seis de ellas con disparos en la cabeza.  Los cuerpos enterrados fueron cubiertos con cal y después con tierra.  En marzo de 2013 fue identificado Oscar Federico Winkelmann por el Equipo Argentino de Antropología Forense (EAAF) y antes habían sido identificados los cuerpos de María Esther Ravelo, María Isabel Salinas de Bosso, Carlos Alberto Bosso y de Gustavo Adolfo Pon, jóvenes militantes políticos que permanecían desaparecidos desde su secuestro en la ciudad de Rosario, entre agosto y septiembre de 1977.

### Libro Carlitos y Mary
En el marco de la conmemoración del Día por la Memoria, la Verdad y la Justicia,  el 24 de marzo de 2013, fue presentado el libro “Carlitos y Mary”, el primero de la serie “Crónicas contra el olvido” del periodista Rubén Adalberto Pron "Chacho". “Carlitos y Mary” aborda la militancia política y social, la persecución, secuestro y desaparición de Carlos Alberto Bosso y su esposa María Isabel Salinas, aportando detalles en gran parte desconocidos de la vida y actividad de estos militantes populares, víctimas como muchos otros del genocidio perpetrado por la última dictadura cívico militar de Argentina. Este libro es de distribución gratuita merced a la gestión de la Municipalidad de El Trébol y el auspicio de la senadora provincial por el departamento San Martín, Cristina Berra.

## Homenajes
- En noviembre de 2001, por ordenanza N.º 10803, el Concejo Municipal de la Ciudad de Santa Fe, designó con el nombre de Carlos Alberto Bosso, al pasaje N.º 86.30 desde el 1300 al 1900 y sobre la altura de sur a norte del 4230; y con el nombre de María Isabel Salinas de Bosso, al pasaje N.º 86.50 desde el 1400 al 1599 y sobre la altura de sur a norte del 4250, en el Barrio San Lorenzo, donde cumplieron su labor militante.[3][11]
- A instancias de Rubén Pron y Roberto Maurino, en el año 2011, el Honorable Concejo Deliberante sancionó la Ordenanza N.º 858 y en marzo de 2012, fue inaugurado el Lugar de Memoria por la Verdad y la Justicia, para evocar a los luchadores populares de El Trébol, asesinados por la dictadura:  Alicia Raquel Burdisso Rolotti y Carlos Bosso Rovito, este último junto a su esposa Isabel Salinas de Bosso.[3][12] Mediante la Ordenanza N.º 927, se incluyó a Luis Alberto Tealdi,  cofundador y dos veces secretario general del Sindicato de Obreros Lácteos y Anexos de El Trébol (después incorporado a la Asociación de Trabajadores de la Industria Lechera de la República Argentina)  deportista destacado y directivo del Club Atlético El Expreso. Tealdi, que también formó parte del equipo que administró el hospital de El Trébol cuando pasó a la órbita del Ministerio de Salud de la provincia, fue secuestrado y desaparecido en 1977 en la ciudad bonaerense de Campana, donde trabajaba como obrero metalúrgico de Cometarsa, una empresa del grupo Techint.[3][13]

### Juicios pendientes
El juicio por el secuestro y asesinato de María Isabel Salinas y Carlos Alberto Bosso está aún pendiente de realización, por un conflicto de competencia sobre si debe ser realizado en Rosario, lugar del secuestro y desaparición, o en Santa Fe, que tiene jurisdicción sobre el lugar donde se hallaron los restos. También el juicio a que tiene derecho Mariana Bosso, por privación ilegítima de la libertad junto a sus padres.